# راحتی

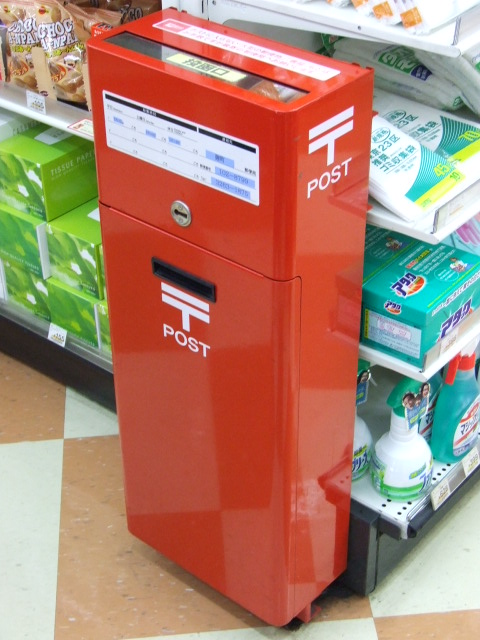
صندوق پستی ژاپن برای راحتی در داخل یک مرکز خرید قرار داده شده‌است.

رویه‌ها، محصولات و خدمات راحت (به انگلیسی: Convenience) آنهایی هستند که به منظور سهولت در دسترسی، صرفه جویی در منابع (مانند وقت، تلاش و انرژی) و کاهش سرخوردگی طراحی شده‌اند. راحتی مدرن (به انگلیسی: modern convenience) وسیله‌ای، خدماتی یا ماده ای کم مصرف است که کار را آسان‌تر یا کارآمدتر از یک روش سنتی می‌کند. راحتی یک مفهوم نسبی است و به زمینه بستگی دارد. به عنوان مثال، اتومبیل در گذشته راحتی در نظر گرفته می‌شد، اما امروزه به عنوان بخشی طبیعی از زندگی روزمره در نظر گرفته می‌شود.
به دلیل تفاوت در سبک زندگی در سراسر جهان، این اصطلاح یک اصطلاحی نسبی است و بر اساس راحتی‌هایی که قبلاً برای شخص یا گروهی در دسترس بوده‌است در نظر گرفته می‌شود. به عنوان مثال، تعریف آمریکایی از «راحتی مدرن» احتمالاً متفاوت از تعریف فردی است که در یک کشور در حال توسعه زندگی می‌کند. بیشتر اوقات، اصطلاح «راحتی مدرن» برای بیان سبک زندگی شخصی و زندگی در خانه استفاده می‌شود.